# Lindholmen (Bjørnafjorden)
Ne doit pas être confondu avec Lindholmen.
Lindholmen est une île norvégienne située dans le comté de Hordaland. Elle fait partie du territoire de l'ancienne commune de Øs, aujourd'hui rattachée à Bjørnafjorden.

## Géographie
Rocheuse et couverte d'arbres, elle s'étend sur environ 51 m de longueur pour une largeur approximative de 28 m.